# Sezibwa Vallis
La Sezibwa Vallis è una struttura geologica della superficie di Venere.